# Apokolips
Apokolips è un pianeta immaginario dell'universo fumettistico DC, creato da Jack Kirby nel febbraio 1971 su The New Gods n. 1 e facente parte del cosiddetto Quarto Mondo.
È un grande e infernale pianeta pieno di pozzi fiammeggianti (il suo nome è una storpiatura dall'inglese apocalypse, cioè "apocalisse") in cui gli abitanti sono comandati dal tirannico Darkseid con l'aiuto della sua armata di Parademoni.

## Altri media
- Apokolips compare in alcuni episodi delle seguenti serie animate: I Superamici, Superman, Justice League, Justice League Unlimited, Young Justice, Justice League Action e Harley Quinn.
- Apokolips compare anche negli alcuni film d'animazione: Superman/Batman: Apocalypse, Justice League: War, Il regno dei Superman e Justice League Dark: Apokolips War.
- Compare nel finale della decima ed ultima stagione di Smallville, in cui entra in collisione con l'atmosfera terrestre, rischiando di distruggere la Terra, ma Clark riesce a rimandarlo nello spazio.
- Appare nel livello finale del videogioco Justice League Heroes, dove Darkseid, tornato in vita, trasforma la Terra nel summenzionato pianeta, ma grazie all'intervento della JLA, il supercriminale viene nuovamente sconfitto e la Terra torna alla normalità.
- Nel DC Extended Universe, viene menzionato e se ne vedono alcuni scorci all'interno del film della director's cut Zack Snyder's Justice League (2021).